# لسان رفيع الزهرة
اللُسّان الرفيع الزهرة (باللاتينية: Carduus tenuiflorus) نوع نباتي يتبع جنس اللُسّان من الفصيلة النجمية.
موطنه الأصلي المغرب العربي وأوروبا.